# Hugh FitzRoy, 11.º Duque de Grafton
Hugh Denis Charles FitzRoy, 11.º Duque de Grafton, KG DL (Cidade do Cabo, 3 de abril de 1919 – Euston, 7 de abril de 2011) foi um militar e conservacionista britânico. Era filho de Charles FitzRoy, 10.º Duque de Grafton, e Doreen Sydney Buxton.

## Biografia
Hugh FitzRoy nasceu na Cidade do Cabo na União Sul-Africana em 3 de abril de 1919, filho de Charles FitzRoy, 10.º Duque de Grafton, e Doreen Sydney Buxton, segunda filha de Sydney Buxton, 1.º Conde Buxton. Ele era um descendente do rei Carlos II de Inglaterra através de Henry FitzRoy, 1.º Duque de Grafton, filho ilegítimo do rei com sua amante Barbara Palmer, 1ª Duquesa de Cleveland. Assim, a família FitzRoy são uma linha direta, porém ilegítima, da Casa de Stuart.
Ele estudou no Eton College e no Magdalene College de Cambridge. FitzRoy subsequentemente foi comissionado nos Grenadier Guards e entre 1943 e 1946 foi ajudante de campo do marechal Archibald Wavell, vice-rei da Índia.
Depois de sair do exército ele dedicou sua vida para a conservação e proteção de edifícios históricos. Foi presidente da Sociedade pela Proteção de Prédios Antigos e também integrou em várias ocasiões o Fundo de Preservação de Igrejas Históricas, o Fundo de Herança Arquitetural, a Comissão Conselheira da Catedral da Igreja Anglicana e o Museu de Sir John Soane. FitzRoy também foi membro do Conselho de Edifícios Históricos desde sua fundação em 1953 e foi administrador Fundo Nacional para Lugares de Interese Histórico ou Beleza Natural até suceder seu pai como Duque de Grafton em 1970.

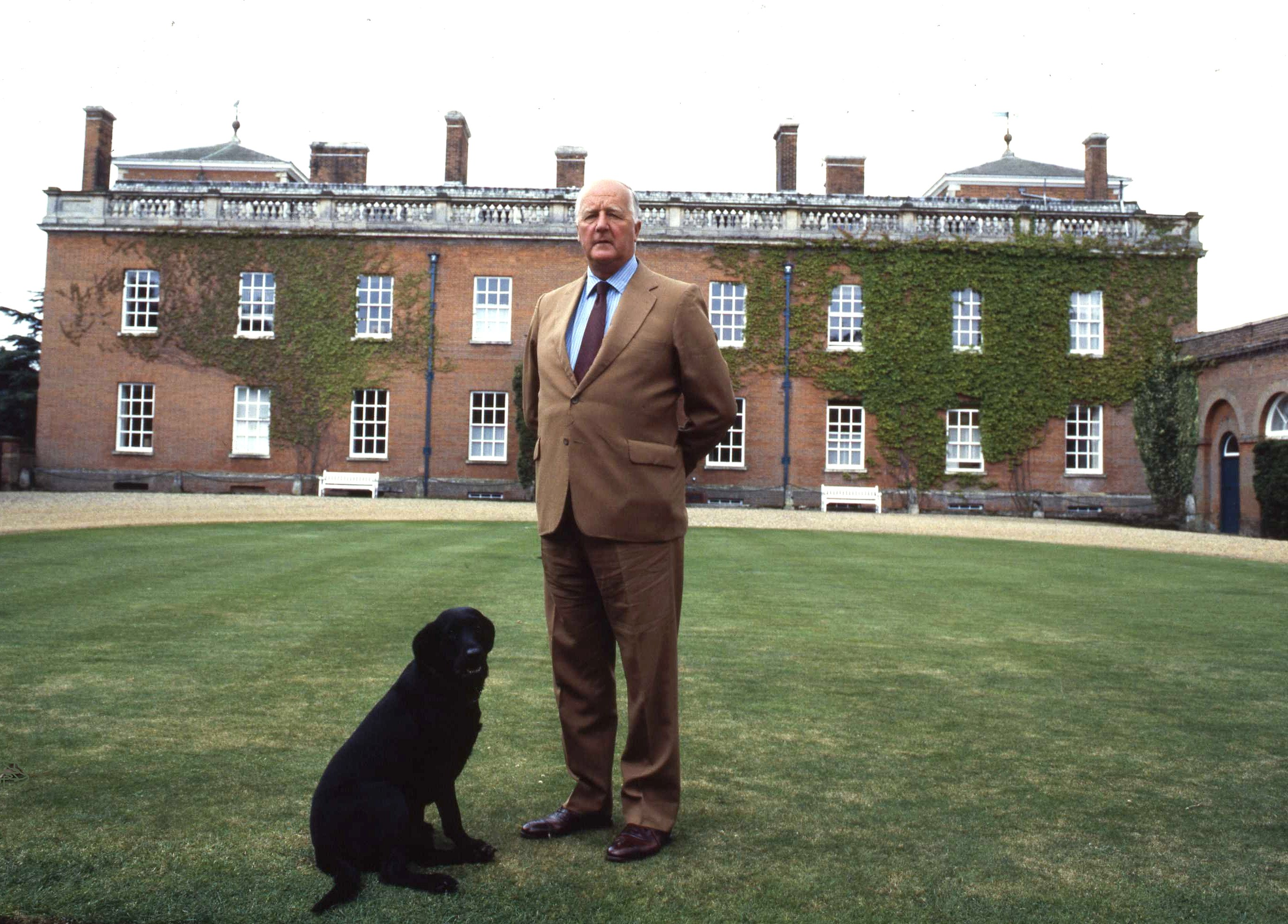
FitzRoy em frente de Euston Hall em 1984, por Allan Warren.

Sua casa era o Euston Hall; ele a abriu com sua enorme coleção de arte em 1975 para visitação pública, doando todo o dinheiro para a caridade. Ele era próximo da família real e foi feito um Cavaleiro da Ordem da Jarreteira pela rainha Isabel II em 1976.
FitzRoy morreu em Euston Hall no dia 7 de abril de 2011, sendo sucedido no ducado por seu neto Henry FitzRoy.

## Casamento e descendência
FitzRoy se casou em 12 de outubro de 1946 com Ann Fortune Smith. Os dois se conheceram durante um baile realizado em Euston Hall quando Smith tinha apenas dezoito anos de idade. O casal teve cinco filhos:
- James Oliver Charles Fitzroy, Conde de Euston – casou-se com Claire Amabel Margaret Kerr, com descendência.
- Henrietta Fortune Doreen FitzRoy – casou-se com Edward St. George, com descendência.
- Virginia Mary Elizabeth FitzRoy – casou-se com Ralph Kerr, sem descendência.
- Charles Patrick Hugh FitzRoy – casou-se com Diana Miller-Stirling, com descendência.
- Rose Mildred FitzRoy – casou-se com Guy Monson, com descendência.